# Ra'ad bin Zeid
Titre
Prétendant aux trônes d'Irak et de Syrie
Depuis le 18 octobre 1970
(54 ans, 7 mois et 30 jours)
Ra'ad bin Zeid (en arabe : الأمير رعد بن زيد), né le 18 février 1936 à Berlin, est un membre de la maison hachémite. Il est considéré comme le chef de la maison royale d'Irak et de Syrie.

## Biographie

### Famille
Ra'ad est le fils du prince Zeid et de la princesse Fahrelnissa Zeid (Fakhr un-nisa ou Fahr-El-Nissa), une artiste turque. Il voit le jour à Berlin, où son père est alors ambassadeur. Zeid est le plus jeune fils du roi Hussein du Hedjaz et le frère de Fayçal Ier, roi d'Irak et d'Abdallah Ier, roi de Jordanie. Ra'ad est donc le cousin germain des rois Talal de Jordanie et Ghazi d'Irak.
Après la mort de Fayçal II, le dernier roi d'Irak, tué lors d'un coup d'État sanglant le 14 juillet 1958, le prince Zeid devient l'héritier et le chef de la maison royale d'Irak. À cette époque, il est ambassadeur de son pays à Londres, où la famille va désormais demeurer.

### Éducation et carrière
Ra'ad fait ses études à Alexandrie, en Égypte, et au Christ's College de Cambridge, où il obtient son baccalauréat en 1960, puis un Master of Arts de Cambridge en 1963.
Il est alors nommé chambellan de la Cour royale de Jordanie, à Amman, puis y travaille dans l'administration civile et des organisations caritatives. Il est un assistant et un proche confident de ses cousins les rois Hussein et Abdallah II. Il a également vécu à Londres et à Paris.

### Mariage et descendance
Le prince Raad épouse à Södertälje, en Suède, le 30 juin 1963 (civil), et au palais royal d'Amman, le 5 août 1963, Margaretha Inga Elisabeth Lind, désormais connue sous le nom de Majda Ra'ad, présidente de la société Al-Hussein et directrice de la fondation Bandak, née le 5 septembre 1942 à Arboga et morte le 3 janvier 2025 à Amman, fille de Sven Gustav Lind et Carin Inga Birgitta Gunlaug Grönwall, et descendante illégitime de la maison de Vasa par le roi Charles XI de Suède[réf. nécessaire]. Ils ont cinq enfants : 
- le prince Zeid bin Ra'ad, né le 26 janvier 1964, est un diplomate jordanien, qui est haut-commissaire des Nations unies aux droits de l'homme de 2014 à 2018. Il est marié à Sarah Butler (princesse Sarah Zeid). Ils ont trois enfants :
  - le prince Ra'ad bin Zeid (né le 17 mai 2001)
  - la princesse Hala bint Zeid (née le 13 mars 2003)
  - la princesse Azizah.
- le prince Mired bin Ra'ad, né le 11 juin 1965, est marié à Dina Khalifeh (princesse Dina Mired). Ils ont trois enfants : 
  - la princesse Shirin bint Mir'ed (née le 19 mai 1993)
  - le prince Rakan bin Mir'ed (né le 20 novembre 1995)
  - le prince Jafar bin Mir'ed (né le 4 septembre 2002).
- le prince Firas bin Ra'ad, né le 12 octobre 1969, est marié à Dana Nabil Toukan (princesse Dana Firas). Ils ont trois enfants : 
  - la princesse Safa bint Firas (née le 26 juillet 2001)
  - la princesse Haya bint Firas (née le 7 mars 2003)
  - le prince Hashem bin Firas (né le 31 octobre 2010).
- le prince Faisal bin Ra'ad, né le 6 mars 1975, diplômé de l'Université Brown et marié à Lara Sukhtian (princesse Lara Faisal), journaliste à MSNBC et NBC News à Bagdad couvrant la guerre en Irak. Ils ont trois enfants : 
  - la princesse Hanan bint Faisal (née le 3 septembre 2006)
  - la princesse Mariam bint Faisal (née le 25 juillet 2008)
  - le prince Faysal ben Faysal (né en avril 2013).
- la princesse Fakhrelnissa bint Ra'ad, née le 11 janvier 1981, mariée à Sharif Hajjar. Ils ont trois enfants :
  - Radwan Hajjar (né le 8 août 2006)
  - Faisal Hajjar (né le 14 décembre 2007)
  - Lana Hajjar (née le 31 mai 2012).

### Chef de la maison royale d'Irak
À la mort de son père le 18 octobre 1970, il hérite du titre de chef de la maison royale d'Irak et de Syrie. La position du prince Raad est en conflit avec Sharif Ali Bin al-Hussein (cousin germain du dernier roi Fayçal II par sa mère et descendant d'un prince hachémite, mais pas dans la lignée masculine du roi Hussein) qui est un autre prétendant au trône irakien et chef d'un parti politique monarchiste.
La Constitution irakienne (telle qu'amendée en novembre 1943) établit des règles de succession : 
1. la succession au trône irakien est réservée aux hommes de nationalité irakienne, et
2. s'effectue selon l'ordre de primogéniture des dynastes mâles légitimes, issus de la descendance du roi Fayçal Ier d'Irak et de son épouse la reine Huzaima. À défaut d'héritiers masculins du roi Fayçal (survenu en 1958 lors de la mort de Fayçal II), la succession est dévolue aux descendants légitimes dans la lignée masculine de ses frères, les fils du roi Hussein de Hejaz, selon la primogéniture, à condition qu'ils soient également des ressortissants irakiens. Cette constitution ne prévoit rien de plus et ceux qui descendent dans la lignée masculine des ancêtres d'Hussein, ne sont pas des successeurs quant à l'Irak. La descendance féminine est exclue de la succession.

Ra'ad est né en 1936 en tant que sujet de la monarchie irakienne et est considéré comme remplissant la condition de nationalité. De plus, son père était à l'époque reconnu comme prince d'Irak, et a été nommé régent adjoint et a agi occasionnellement comme régent à part entière pendant la minorité de Fayçal II. Il est un descendant masculin de Hussein du Hedjaz. Selon les dispositions de la constitution, Ra'ad fait partie de l'ordre de succession au trône d'Irak. Aucun autre membre de la famille hachémite (c'est-à-dire en pratique les princes de Jordanie, puisque toutes les autres branches sont éteintes), n'affirme aucune prétention au trône d'Irak, car il est évident qu'aucun d'entre eux n'est irakien.
Le royaume de Jordanie a confirmé son titre de prince avec prédicat d'altesse royale.

## Titres et honneurs

### Titulature
- depuis le 18 février 1936 : Son Altesse royale le prince Ra'ad bin Zeid, prince d'Irak et de Syrie.

### Honneurs
- Malaisie : Commandeur honoraire de l'Ordre des défenseurs du royaume (1965)[3]